# Газопереробний завод Міна-аль-Ахмаді
Газопереробний завод Міна-аль-Ахмаді — потужний комплекс із переробки вуглеводневих газів, розташований на майданчику кувейтського НПЗ Міна-аль-Ахмаді.

## Загальний опис
Під час розробки кувейтських нафтових родовищ окрім основної продукції отримують також великі обсяги попутного газу. Щоб забезпечити його використання, у 1978 році ввели в дію газопереробний завод Міна-аль-Ахмаді, котрий з того часу розвивається як єдиний в країні майданчик по роботі з вуглеводневими газами.
Первісно живлення ГПЗ відбувалось за рахунок розташованих поруч родовищ — зокрема, всього за два десятки кілометрів від Міна-аль-Ахмаді знаходиться друге за розмірами у світі супергігантське нафтове родовище Бурган (доправлення газу звідси забезпечили за рахунок 140-ї Компресорної станції, доповненої в подальшому 150-ю, 160-ю та 180-ю — BS-140, BS-150, BS-160 та BS-180 відповідно). Крім того, подали ресурс із розташованої за шість десятків кілометрів західної групи родовищ (170-та Компресорна станція, BS-170). А вже на початку 1990-х став до ладу газопровід, котрий транспортував попутний газ із родовищ на півночі країни.
В 1997-му ГПЗ доповнили секцією по роботі із газами нафтопереробки. Продукований установками каталітичного крекінгу газ фракціонується тут з виділенням ненасичених вуглеводнів — пропілену (йде на виробництво поліпропілену) та ізобутилену (споживається НПЗ для виробництва високооктанової паливної присадки — MTBE).
В 2000-му ввели в експлуатацію секцію переробки газу із високим вмістом сірководню (AGRP — Acid  Gas Removal project).
Станом на початок 2000-х років у складі ГПЗ діяло три однотипні виробничі лінії, кожна з яких могла переробляти 15,8 млн м3 газу на добу (разом 17,3 млрд м3 на рік). При цьому отримували газовий бензин (фракція С5+, до 40 тисяч барелів на добу), бутан (55 тисяч барелів/доба), пропан (100 тисяч барелів/доба), етан та паливний газ (метан). Перші три продукти значною частиною спрямовувались на експорт, для чого ГПЗ був сполучений трубопроводами із портом Міна-аль-Ахмаді. Етану потребували установки парового крекінгу в Шуайбі (перша введена в експлуатацію у 1997-му). Паливний газ споживали для роботи місцевих НПЗ (неподалік від Міна-аль-Ахмаді також знаходиться НПЗ Міна-Абдуллах, а до 2017-го працював і НПЗ Шуайба) та нафтохімічної промисловості (все ті ж крекінг-установки в Шуайбі та інші похідні виробництва).
З метою вивільнити додаткові об'єми нафти для експорту в 2000-х роках в Кувейті узяли курс на розробку покладів вільного (неасоційованого) газу. Так, в 2008-му почався ранній видобуток на Юрських газових родовищах у північному Кувейті, а на 2012-й запланували ввести там основну виробничу установку та збільшити видобуток в кілька разів до 14 млн м3 на добу. Крім того, в 2013-му розраховували запустити новий газопровід для доставки асоційованого газу від західної групи родовищ в обсягах 7 млн м3/доба. Враховуючи очікуване надходження додаткових обсягів блакитного палива, у 2013 році ввели в експлуатацію два трубопроводи Міна-аль-Ахмаді – Сабія та Міна-аль-Ахмаді – Аз-Зур, котрі брали свій початок на ГПЗ та живили чотири найпотужніші кувейтські теплоелектростанції.
Що стосується самого газопереробного заводу, то в 2015-му на ньому запустили четверту виробничу лінію потужністю біля 23 млн м3 на добу. Це довело загальну річну потужність заводу до 25 млрд м3 на рік, що поки суттєво перевищувало реальні потреби — в 2013-му видобуток газу в Кувейті склав 16,5 млрд м3, а за два роки навіть зменшився до 15 млрд м3. Причиною такого стану справ була, зокрема, затримка із введенням згаданих вище потужностей на Юрських газових родовищах та західній групі, котра тривала до 2018-го.
В 2021-му ввели в дію газопровід Хафджи – Міна-аль-Ахмаді, що подає належну Кувейту частину ресурсу зі спільного з Саудівською Аравією родовища Хафджи.
Тим часом продовжується нарощування потужностей ГПЗ Міна-аль-Ахмаді, на якому в 2020-му має бути введена в дію п'ята виробнича лінія добовою потужністю біля 23 млн м3 на добу, що доведе річний показник майданчику до понад 33 млрд м3.
В межах розвитку майданчику також організують виділення фракції С5. Випущений ГПЗ газовий бензин живитиме один з модулів проекту Clean Fuels Project (модернізація з інтеграцією НПЗ Міна-аль-Ахмаді та Міна-Абдуллах), який продукуватиме ізопентан та н-пентан.